# フレデリコ・ロドリゲス・デ・パウラ・サントス
フレッジ (Fred) こと、フレデリコ・ロドリゲス・デ・パウラ・サントス（Frederico Rodrigues de Paula Santos, 1993年3月5日 - ）は、ブラジル・ベロオリゾンテ出身のサッカー選手。ブラジル代表。スュペル・リグ・フェネルバフチェSK所属。ポジションはミッドフィールダー。

## 経歴
2003年にアトレチコ・ミネイロのユースでキャリアをスタートさせ、2010年にSCインテルナシオナルユースに移籍した。2012年にトップチームに昇格した。
2013年6月26日、ウクライナのFCシャフタール・ドネツクと5年契約を結んだ。1500万ユーロ（約19億1000万円）前後と見られている。デビュー戦となったウクライナ・スーパーカップのFCチョルノモレツ・オデッサ戦では2ゴールを記録し、勝利に貢献した。
2018年6月5日、マンチェスター・ユナイテッドFCはフレッジの獲得に関し、FCシャフタール・ドネツクとクラブ間合意に至ったと発表した。6月21日、クラブのメディカルチェックを終え、5年契約（1年の契約延長オプション付き）を結んだ。この移籍の裏にはマンチェスター・シティFCからの関心もひいていたと、後にフレッジ本人が語った。プレミアリーグ第6節のウォルバーハンプトン戦で移籍後初ゴールを決めた。鳴り物入りで加入したシーズンだったが、リーグ戦はわずか17試合の出場で1得点1アシストに終わり、76億円の移籍金に見合わないプレーに批判も集めた。シーズン終了後にはACFフィオレンティーナやASローマが関心を示したが残留した。
2019‐20シーズンも序盤は出遅れるが、10月にポール・ポグバが負傷で離脱すると、プレミアリーグ第8節のニューカッスル戦からスタメンに定着。スールシャール監督からの信頼も勝ち取り、主にスコット・マクトミネイと中盤でコンビを組み、最終的にリーグ戦29試合に出場した。
2021-22シーズンは監督が途中にラルフ・ラングニックに交代するもポジションを維持した。
2022-23シーズンの開幕戦ではスコット・マクトミネイと共に先発するが、パスミスから失点するなどチームの敗北に関与したことでポール・スコールズから「犯罪的なパフォーマンス」と酷評された。
2023年8月13日、フェネルバフチェSKに移籍した。4年契約で、移籍金は1000万ユーロとみられている。

## 代表経歴
ブラジル代表として2013年、南米ユース選手権に選出されたが出場機会はなかった。
2015年6月に開催されたコパ・アメリカ2015にブラジル代表の一員として出場。8月1日、ブラジル・サッカー連盟からフレッジがコパ・アメリカの期間中の薬物検査で禁止薬物である利尿剤の一種ヒドロクロロチアジドの陽性反応を示していた事が発表された。
2022年11月7日、W杯カタール大会に向けたメンバーの1人に選ばれた。

## 個人成績

### クラブ
| クラブ                       | シーズン | リーグ         | リーグ戦 | リーグ戦 | カップ戦 | カップ戦 | リーグ杯 | リーグ杯 | 国際大会 | 国際大会 | その他 | その他 | 合計 | 合計 |
| クラブ                       | シーズン | リーグ         | 出場     | 得点     | 出場     | 得点     | 出場     | 得点     | 出場     | 得点     | 出場   | 得点   | 出場 | 得点 |
| ---------------------------- | -------- | -------------- | -------- | -------- | -------- | -------- | -------- | -------- | -------- | -------- | ------ | ------ | ---- | ---- |
| インテルナシオナル           | 2012     | セリエA        | 28       | 6        | 0        | 0        | -        | -        | 0        | 0        | 5      | 0      | 33   | 6    |
| インテルナシオナル           | 2013     | セリエA        | 5        | 1        | 2        | 0        | -        | -        | -        | -        | 15     | 1      | 22   | 2    |
| インテルナシオナル           | 通算     | 通算           | 33       | 7        | 2        | 0        | -        | -        | 0        | 0        | 20     | 1      | 55   | 8    |
| シャフタール・ドネツク       | 2013-14  | プレミアリーグ | 23       | 2        | 3        | 0        | -        | -        | 4        | 0        | 1      | 2      | 31   | 4    |
| シャフタール・ドネツク       | 2014-15  | プレミアリーグ | 22       | 1        | 6        | 0        | -        | -        | 7        | 0        | 0      | 0      | 35   | 1    |
| シャフタール・ドネツク       | 2015-16  | プレミアリーグ | 12       | 2        | 0        | 0        | -        | -        | 10       | 0        | 1      | 0      | 23   | 2    |
| シャフタール・ドネツク       | 2016-17  | プレミアリーグ | 18       | 2        | 0        | 0        | -        | -        | 10       | 1        | 1      | 1      | 29   | 4    |
| シャフタール・ドネツク       | 2017-18  | プレミアリーグ | 26       | 3        | 3        | 0        | -        | -        | 8        | 1        | 0      | 0      | 37   | 4    |
| シャフタール・ドネツク       | 通算     | 通算           | 101      | 10       | 12       | 0        | -        | -        | 39       | 2        | 3      | 3      | 155  | 15   |
| マンチェスター・ユナイテッド | 2018-19  | プレミアリーグ | 17       | 1        | 1        | 0        | 1        | 0        | 6        | 0        | 0      | 0      | 25   | 1    |
| マンチェスター・ユナイテッド | 2019-20  | プレミアリーグ | 29       | 0        | 6        | 0        | 4        | 0        | 9        | 2        | 0      | 0      | 48   | 2    |
| マンチェスター・ユナイテッド | 2020-21  | プレミアリーグ | 30       | 1        | 3        | 0        | 3        | 0        | 12       | 0        | 0      | 0      | 48   | 1    |
| マンチェスター・ユナイテッド | 通算     | 通算           | 76       | 2        | 10       | 0        | 8        | 0        | 27       | 2        | 0      | 0      | 121  | 4    |
| 総通算                       | 総通算   | 総通算         | 210      | 19       | 24       | 0        | 8        | 0        | 66       | 4        | 23     | 4      | 331  | 27   |

## 代表歴

### 出場大会
- ブラジル代表
  - 2018 FIFAワールドカップ
  - 2022 FIFAワールドカップ

### 試合数
- 国際Aマッチ 32試合 0得点（2014年-2022年）[14]

| ブラジル代表 | 国際Aマッチ | 国際Aマッチ |
| 年           | 出場        | 得点        |
| ------------ | ----------- | ----------- |
| 2014         | 2           | 0           |
| 2015         | 4           | 0           |
| 2018         | 5           | 0           |
| 2021         | 12          | 0           |
| 2022         | 9           | 0           |
| 通算         | 32          | 0           |

## タイトル

### クラブ
SCインテルナシオナル
- カンピオナート・ガウショ：2012、2013

FCシャフタール・ドネツク
- ウクライナ・プレミアリーグ：2013-14, 2016-17, 2017-18
- ウクライナ・カップ：2015-16, 2016-17, 2017-18
- ウクライナ・スーパーカップ：2013, 2014, 2015, 2017

マンチェスター・ユナイテッドFC
- EFLカップ : 2022-23